# Spinarerpeton
Spinarerpeton is een geslacht van uitgestorven discosauriscide Seymouriamorpha, bekend uit het Vroeg-Perm van Boskovice Furrow in de Tsjechische Republiek. 
Het geslacht werd benoemd in 2009 door Jozef Klembara en de typesoort is Spinarerpeton brevicephalum. De geslachtsnaam eert wijlen Zdeněk Vlastimil Špinar en verbindt diens naam met het Grieks herpeton, 'kruipend dier'. De soortaanduiding betekent 'kortkop', een combinatie van het Latijn brevis en Grieks kephalè.
Het holotype is SNM Z 26701, gevonden bij Kochov. Het bestaat uit een skelet met schedel.
Het achterste schedeldak is vrij kort. In verband daarmee geldt hetzelfde voor het postparietale en tabulare. De achterste tak van het jukbeen is lang. Het squamosum vormt een hoge wangpartij. Het basioccipitale is breed met horizontaal lange zijuitsteeksels. Het exoccipitale is hoog met een slanke schacht. De voorrand van het darmbeenblad loopt schuin van voren en beneden naar boven en achteren.
Een fylogenetische analyse plaatst Spinarerpeton als het zustertaxon van Makowskia.